# كلو وايز
كلو وايز هي فنانة فيديو ورسامة كندية، ولدت في 1990 في مونتريال في كندا.